# Carte de la Grèce
Carte de la Grèce, titre original en grec moderne : Χάρτα της Ελλάδος / Chárta tis Elládos est un ensemble de cartes géographiques publié par l'écrivain et philosophe grec Rigas. Il contient des cartes à grande échelle décrivant la Grèce, la côte de l'Asie mineure et la région plus large de la péninsule des Balkans, au sud du Danube. C'est l'une des œuvres les plus importantes du siècle des Lumières de la Grèce moderne, de Rigas Vélestinlis et l'exemple le plus important de la cartographie grecque de la période prérévolutionnaire,.
Elle se compose de douze planches, chacune mesurant environ 50 × 70 cm et a été imprimée à Vienne (Autriche) en 1796-1797. La Carte de la Grèce comprend également dix dessins topographiques supplémentaires de villes antiques, 162 pièces de monnaie antiques et médiévales, une liste de sages et de souverains de la région, ainsi que diverses représentations symboliques et commentaires tirés de l'histoire et de la mythologie grecques.

## Description

### Préparation et rédaction
La préparation de la Carte de la Grèce est estimée avoir duré de six mois à quelques années,. Elle s'effectue avant l'arrivée de Rigas à Vienne, en août 1796, ou pendant son séjour dans cette ville.
À l'époque où Rigas  commence à produire l'ouvrage, la cartographie scientifique en Europe a fait de grands progrès, notamment dans ses applications militaires. Mais les cartes de la cartographie militaire ne sont pas connues des cartographes érudits. Ainsi, les standards cartographiques utilisés par Rigas sont les cartes générales, principalement françaises, et notamment celles de l'école du grand cartographe Guillaume Delisle, qui dominent la cartographie européenne au XVIIIe siècle, ainsi que leurs rééditions,.
La Carte de la Grèce n'est pas un produit original, car Rigas a utilisé d'autres cartes antérieures, les enrichissant, changeant la fenêtre géographique de représentation et ajoutant des informations thématiques, selon la méthode de la géographie comparative, populaire à l'époque, c'est-à-dire la comparaison et le traitement de diverses sources, cartes et livres, grecs et étrangers. Dans son ouvrage, Rigas répertorie jusqu'à quatre toponymes pour chaque localités, soit un total de quelque 5 800 noms différents.
Pour l'identification et le traitement des noms de lieux, outre les cartes, Rigas a utilisé des sources anciennes, comme la Géographie ancienne et nouvelle de l'évêque Meletios II d'Athènes (el) ou la Géographie moderne de Grigórios Konstantás et Daniel Philippidis (en), qui figure en tout cas dans la liste des objets que Rigas avait sur lui au moment de son arrestation, pour certaines des épigraphes l'Atlas de Jean-Denis Barbié du Bocage pour les pièces de monnaie divers manuels de numismatique, comme ceux du Musée impérial de Vienne ou des cartes plus anciennes qui contenaient des pièces de monnaie comme décoration. En outre, les ajouts de Rigas comprennent la liste alphabétique des héros, philosophes, rois importants de l'histoire ancienne  et la liste chronologique des souverains, depuis Alexandre le Grand jusqu'au sultan moderne Sélim III, représentant ainsi le lien du site avec le continuum historique et l'activité humaine, indépendamment de l'origine, ainsi que les commentaires historiques et mythologiques à côté des noms de lieux spécifiques, qui font référence à des événements de l'histoire antique et romaine, mais aussi à des événements contemporains : lieux de naissance de personnages éminents, monuments importants, batailles historiques et monuments importants de l'antiquité, capitulations de la Sublime Porte et mouvements, informations sur les matières premières naturelles ou la production artisanale. 

### Normes cartographiques
Rigas  a recours à plus d'un modèle afin de couvrir l'ensemble de la zone comprise dans la fenêtre géographique de la Carte de la Grèce. Les normes auxquelles Rigas recourt appartiennent à ce qu'on appelle la typologie Delisle, des cartes qui suivent les normes de l'école de Guillaume Delisle, publiées tout au long du XVIIIe siècle, au moins jusqu'en 1795, lorsque Rigas s'engage dans la rédaction de son ouvrage.